# Signe Bergman
Pour les articles homonymes, voir Bergman.
Signe Wilhelmina Ulrika Bergman, née le 10 avril 1869 à Stockholm et morte le 9 mai 1960, est une féministe suédoise. Elle est membre de l'Association nationale pour le droit de vote des femmes (LKPR), dont elle est la présidente entre 1914 et 1917, et dont elle dirige le journal, Rösträtt för kvinnor. Déléguée suédoise au sein de l'Alliance internationale pour le suffrage des femmes de 1909 à 1920, elle est à l'initiative de son sixième congrès, qui se tient à Stockholm en 1911. Elle est également investie dans la Fédération suédoise des femmes gauche et dans l'Association nationale de libre-pensée.

## Biographie
Elle naît à Stockholm dans une famille de fonctionnaires, qui lui prodigue une éducation à domicile de qualité. Elle passe ensuite plusieurs années en Grande-Bretagne. Elle travaille à l'Institut de gymnastique de sa cousine Martina Bergman-Österberg (en) et au British Museum, où elle assiste des chercheurs, avant de retourner en Suède, où elle est employée dans une banque. Elle vit seule à une époque où cela est mal considéré par l'opinion publique.
Elle est l'une des figures de proue du mouvement suédois pour le droit de vote des femmes. En 1902, deux initiatives concernant le suffrage féminin sont présentées au Parlement suédois. La première est initiée par le ministre de la Justice Hjalmar Hammarskjöld, qui propose que les hommes mariés aient la possibilité d'effectuer deux votes, dont un pour leur épouse. La seconde initiative est présentée par l'homme politique de gauche Carl Lindhagen, qui se positionne en faveur du vote des femmes. La suggestion du ministre déclenche toutefois la colère de la part des féministes, qui soutiennent alors celle de Lindhagen, en vain.
Le 4 juin 1902 est fondée l'Association nationale pour le droit de vote des femmes (LKPR), initialement une organisation locale basée à Stockholm, et qui devient nationale l'année suivante. De 1906 à 1914, Signe Bergman est membre du comité central de la section de Stockholm et à partir de 1907, membre du comité central au niveau national. De 1914 à 1917, elle en assure la présidence. Elle est également rédactrice en chef du journal de l'organisation, Rösträtt för kvinnor. De 1909 et 1920, elle est déléguée à l'Alliance internationale pour le suffrage des femmes, représentant son pays lors de ses congrès internationaux. Elle organise aussi son sixième congrès, qui se tient à Stockholm en 1911.
Elle est considérée, par les féministes comme par la presse, comme la personnalité centrale du mouvement suffragiste suédois. À ce titre, elle est fréquemment caricaturée dans les journaux. Social-démocrate, elle est décrite comme une activiste ferme et efficace, organisant directement collectes et meetings.
En 1911, la présidente du LKPR Lydia Wahlström démissionne. L'association, qui avait jusque là une attitude neutre à l'égard des partis politiques, adopte alors de nouvelles règles afin de boycotter tout parti qui s'opposerait au droit de vote des femmes. Cela place dès lors le LKPR en opposition du Parti conservateur, ce qui créé des conflits au sein du mouvement, certaines militantes étant orientées à gauche et d'autres à droite (comme Lydia Wahlström). Signe Bergman est alors considérée comme la candidate naturelle pour le poste, mais elle préfère attendre que les conflits s'apaisent. Apolitique, Anna Whitlock devient présidente.
Signe Bergman devient officiellement présidente en 1914. En 1917, la majorité des partis au Parlement sont favorables au vote des femmes. Néanmoins, le droit de vote est encore rejeté, ce qui l'amène à démissionner de son poste. Il est finalement adopté en 1919.